# 河南省文化和旅游厅
河南省文化和旅游厅是中华人民共和国河南省人民政府主管省内文化事业和旅游业相关工作的组成部门。

## 机构沿革
河南省文化和旅游厅为根据《河南省机构改革方案》，于2018年11月26日正式揭牌成立的新机构，整合了原河南省文化厅和河南省旅游局的职责。

## 机构设置
河南省文化和旅游厅下设以下机构：

### 内设机构
- 办公室
- 政策法规处
- 人事处
- 财务处
- 艺术处
- 公共服务处
- 科技教育处
- 非物质文化遗产处
- 产业发展处
- 资源开发处
- 市场管理处
- 文化市场综合执法监督处
- 宣传推广处
- 对外交流合作处
- 机关党委
- 离退休干部工作处

### 直属单位
- 河南博物院
- 河南豫剧院
- 河南省图书馆
- 河南省美术馆
- 河南省文化馆
- 河南省文化艺术研究院
- 河南省非物质文化遗产保护中心
- 河南省曲剧艺术保护传承中心
- 河南省话剧艺术中心
- 河南省京剧艺术中心
- 河南艺术中心
- 河南省文物建筑保护研究院
- 河南省文物考古研究院
- 国家文物出境鉴定河南站
- 河南省文化和旅游厅艺术幼儿园
- 河南省少年儿童图书馆
- 河南歌舞演艺集团有限责任公司
- 河南省文化艺术音像出版有限责任公司
- 河南省演出有限责任公司
- 河南传奇故事文化传媒有限责任公司
- 河南中州影剧院有限责任公司
- 河南省文化和旅游厅旅游质量监督所
- 河南省黄河小浪底文化和旅游发展中心
- 河南省嵩山少林寺武术馆
- 河南省文化和旅游厅机关服务中心
- 河南省文化和旅游厅信息中心（河南省文化和旅游厅数据中心）
- 河南省文化和旅游厅人才中心

## 历任领导
| 厅长 - 姜继鼎（2018年11月-） | 党组书记 - 宋丽萍（2018年11月-2021年7月） - 姜继鼎（2021年7月-） |